# Фаррелли, Питер
Питер Джон Фаррелли (англ. Peter John Farrelly; род. 17 декабря 1956, Финиксвилл, Пенсильвания) — американский кинорежиссёр, сценарист, продюсер и романист. Вместе со своим братом Бобби, братья Фаррелли в основном знамениты благодаря своим причудливым и романтическим комедиям, таким как «Тупой и ещё тупее», «Любовь зла», «Я, снова я и Ирэн», «Все без ума от Мэри» и «Девушка моих кошмаров». В 2018 году он сам снял, спродюсировал и стал одним из сценаристов комедийной драмы «Зелёная книга», которая получила Приз зрительских симпатий на Кинофестивале в Торонто в 2018 году. За свою работу над фильмом он получил премию «Золотой глобус» за лучший сценарий и премии «Оскар» за лучший фильм и лучший оригинальный сценарий.

## Ранняя жизнь и образование
Фаррелли родился в Финиксвилле, Пенсильвания, в семье Марианны (дев. Нири), практикующей медсестры, Роберта Лео Фаррелли, врача. Его бабушка и дедушка были ирландскими иммигрантами. Он вырос в Камберленде, Род-Айленд. Он окончил Кентскую школу в 1975, а также колледжа Провиденса.

## Карьера

### Сценарист
Фаррелли решил стать сценаристом, что побудило его бросить работу и переехать в Кейп-Код, Массачусетс, где он получил работу официанта. За одним из столиков, который он обслуживал, Фаррелли завязал разговор со профессором сценарного мастерства из МУ Амхерста, который призвал Фаррелли подать заявление в аспирантуру. Фаррелли сказал, что он не думал, что его шансы были хорошими, учитывая, что он плохо учился в колледже, но профессор сказал, что не всё оценивается по оценкам. Фаррелли представил работу в этот колледж, которая позже стала книгой «За пределами Провиденса», и был приятно удивлён, что его приняли. В течение некоторого времени он изучал сценарное мастерство в МУ Амхерста, но в конечном счёте он не был доволен программой и перевёлся в Колумбийский университет в Нью-Йорке, который, по его словам, Фаррелли посчитал удовлетворительным. Позже он стал заинтересованным в написании сценариев, что привело его к режиссуре. Он принял это карьерное решение после того, как он продал множество своих сценариев, но по ним не было снято ни одного фильма.

### Режиссёр
Вместе со своим братом, Бобби Фаррелли, он был сценаристом, режиссёром и продюсером нескольких комедий, включая «Все без ума от Мэри», «Тупой и ещё тупее», «Любовь зла», «Я, снова я и Ирэн», «Застрял в тебе» и «Бейсбольная лихорадка». Они также придумали историю для эпизода «The Virgin» (4.10) из сериала «Сайнфелд».
В 2006 году Фаррелли снял серию телевизионных рекламных роликов для пивного бренда «Miller Lite», в которых принимали участие актёр Бёрт Рейнольдс, американский футболист Джером Беттис, альпинист Арон Ралстон и профессиональный борец Triple H.
Питер работал над фильмом под названием «Муви 43», который был выпущен в 2013 году, и его продюсером был постоянный партнёр-продюсер братьев, Чарльз Б. Весслер. Он был продюсером фильма-антологии, а также режиссёром двух его скетчей.
В 2012 году Питер и его брат объявили, что съёмки фильма «Тупой и ещё тупее 2» начнутся в 2013 году. Фильм был выпущен 14 ноября 2014 года и он получил отрицательные отзывы от критиков.
В 2016 году канал Audience объявил, что «Лоудермилк», новая получасовая комедия, созданная Фаррелли и Бобби Мортом, получила заказ на сериал. В 2018 году шоу было продлено на второй сезон.
В 2018 году Фаррелли снял «Зелёную книгу», которая получила Приз зрительских симпатий на Кинофестивале в Торонто. На 91-й церемонии премии «Оскар» он выиграл два «Оскара» за лучший оригинальный сценарий и лучший фильм.

### Другие занятия
Он является романистом и его опубликованными романами являются «За пределами Провиденса» и «Комедийный писатель».
Фаррелли является членом совета директоров Direct Sports Network (ранее DeskSite). Он живёт в Лос-Анджелесе, в то время как Бобби остаётся в Массачусетсе.
Фаррелли часто показывал коллегам свой пенис. Он показал свой пенис Кэмерон Диас в первый раз, когда он встретил её, и более 500 раз другим коллегам, по его прикидкам. Акт был воспринят комично, а не как акт сексуальной агрессии.

## Фильмография

### Фильмы
| Год  | Название              | Ориг. название               | Режиссёр | Сценарист | Продюсер | Примечания |
| ---- | --------------------- | ---------------------------- | -------- | --------- | -------- | --- |
| 1994 | Тупой и ещё тупее     | Dumb and Dumber              | Да       | Да        | Нет      | |
| 1996 | Заводила              | Kingpin                      | Да       | Нет       | Нет      | |
| 1998 | Все без ума от Мэри   | There’s Something About Mary | Да       | Да        | Да       | |
| 1998 | За молнией с Магда    | Behind the Zipper with Magda | Да       | Нет       | Нет      | Короткометражка |
| 2000 | Я, снова я и Ирэн     | Me, Myself & Irene           | Да       | Да        | Да       | |
| 2001 | Осмосис Джонс         | Osmosis Jones                | Да       | Нет       | Да       | Live-action scenes |
| 2001 | Любовь зла            | Shallow Hal                  | Да       | Да        | Да       | |
| 2003 | Застрял в тебе        | Stuck on You                 | Да       | Да        | Да       | |
| 2005 | Бейсбольная лихорадка | Fever Pitch                  | Да       | Нет       | Нет      | |
| 2007 | Девушка моих кошмаров | The Heartbreak Kid           | Да       | Да        | Нет      | |
| 2011 | Безбрачная неделя     | Hall Pass                    | Да       | Да        | Да       | |
| 2012 | Три балбеса           | The Three Stooges            | Да       | Да        | Да       | |
| 2013 | Муви 43               | Movie 43                     | Да       | Нет       | Да       | Скетчи: «The Pitch», «Загвоздка», «Правда или действие»; Премия «Золотая малина» за худшую режиссуру Премия «Золотая малина» за худший фильм |
| 2014 | Тупой и ещё тупее 2   | Dumb and Dumber To           | Да       | Нет       | Да       | |
| 2018 | Зелёная книга         | Green Book                   | Да       | Да        | Да       | Премия «Оскар» за лучший фильм Премия «Оскар» за лучший оригинальный сценарий Премия «Золотой глобус» за лучший сценарий Номинация — Премия BAFTA за лучший фильм Номинация — Премия BAFTA за лучший оригинальный сценарий Номинация — Премия «Золотой глобус» за лучшую режиссуру |
| 2022 | За пивом!             | The Greatest Beer Run Ever   | Да       | Да        | Нет      | |
| 2024 | Рики Стэники          | Ricky Stanicky               | Да       | Да        | Нет      | |

### Телевидение
| Год       | Название            | Ориг. название | Режиссёр | Сценарист | Продюсер | Примечания      |
| --------- | ------------------- | -------------- | -------- | --------- | -------- | --------------- |
| 2008      | Убеждённый холостяк | Unhitched      | Да       | Нет       | Нет      | Эпизод: «Пилот» |
| 2017—2018 | Лоудермилк          | Loudermilk     | Да       | Да        | Да       | 13 эпизодов     |